# Long Market
Chợ dài (Long Market) (tiếng Ba Lan: Długi Targ, tiếng Đức: Langer Markt) ở Gdańsk, Ba Lan, là một trong những điểm thu hút khách du lịch đáng chú ý nhất của thành phố.
Nó nằm giữa cuối Long Lane (Ulica Długa, Langgasse) và Green Gate (Brama Zielona, Koggentor).

## Lịch sử
Được thành lập vào khoảng thế kỷ 13, ban đầu là một con đường buôn bán dẫn đến khu chợ hình bầu dục. Ngay sau khi " cuộc tiếp quản đẫm máu Gdańsk" bởi Hiệp sĩ Teutonic, được gọi là cuộc tàn sát Gdańsk, đường phố trở thành tuyến huyết mạch chính của thành phố. Tên chính thức của nó là Latin Longa Platea được viết lần đầu tiên vào năm 1331, theo tên tiếng Đức Langgasse được giới thiệu sau đó và Ulica Długa của Ba Lan vào năm 1552. Trước khi phân chia vùng ở Ba Lan, nó còn được gọi là Tuyến đường Hoàng gia vì đây là con đường của các lối vào trang trọng vào thành phố trong các chuyến thăm của các vị vua Ba Lan. Tên này sau được phổ biến trong khoảng 1457-1552. Trong các chuyến thăm của các vị vua tới thành phố, họ đã được vui chơi trong các ngôi nhà chung cư dọc theo tuyến đường và trong các bữa tiệc của gia đình Hoàng gia, hội đồng thành phố sắp xếp làm địa điểm pháo hoa ở đây. Đường phố là nơi sinh sống của những công dân nổi tiếng nhất và giàu có nhất của Thành phố Hoàng gia Gdańsk. Đây cũng là nơi hành quyết các phù thủy, những kẻ dị giáo và tội phạm là quý tộc hoặc công dân thành phố. Những người khác bị xử tử ở Galgenberg / Szubieniczna Góra (Núi Gallows) hoặc ở Peinkammertor / Katownia (Phòng tra tấn).

## Tính năng, đặc điểm
| Số | Miêu tả | Hình ảnh |
| -- | --- | -------- |
| 1  | Nhà trang sức. Vào đầu thế kỷ 17, nó thuộc sở hữu của một thương gia Jerzy Hewel. Sự giàu có của ông đã cho phép ông đóng thành 11 chiếc tàu cho vua Władysław IV vào năm 1635, cốt lõi của hạm đội Ba Lan. |          |
| 9  | Nhà Curicke. Sau năm 1632, nó thuộc sở hữu của Jerzy Curicki (Georg Curicke), người con trai Rajnold là tác giả của Description of the City of Gdańsk nổi tiếng xuất bản năm 1687 tại Gdańsk và Amsterdam. |          |
| 12 | Nhà Uphagen. Ngôi nhà được dựng lên vào năm 1776 cho một thương gia Jan Uphagen. Anh ta chết trẻ con và để lại tài sản của mình cho thành phố với điều kiện ngôi nhà của anh ta sẽ được giữ nguyên. Nội thất là một ví dụ điển hình về đồ đạc thương gia thế kỷ 18 của thời đại của vua Stanisław Augustus. |          |
| 28 | Nhà Ferber. Nó được xây dựng cho thị trưởng thành phố Constantin Ferber vào năm 1560. Gác mái được trang trí với huy hiệu của Ba Lan, Gdańsk và Royal Prussia và bốn tác phẩm điêu khắc. Constantin Feber đã bị nhà vua Stephen Báthory bắt giam ở Łowicz vì sự ủng hộ của ông dành cho Archduke Maximilian trong cuộc bầu cử năm 1575 và cuộc nổi dậy chống lại nhà vua.                                                                                        |          |
| 35 | Lâu đài sư tử. Được xây dựng cho gia đình Schwartzwalds vào năm 1569. Mặt tiền được trang trí bởi Vroom của Haarlem. Ngôi nhà được đặt theo tên của hai tác phẩm điêu khắc sư tử trang trí cổng chính. Năm 1636, vua Władysław IV Vasa đã giải trí trong ngôi nhà này trong chuyến thăm thành phố. Ngày nay, nó là Trung tâm Khoa học và Văn hóa Nga. |          |
| 45 | Nhà Schumann. Được xây dựng cho Hans Conert the Younger bởi kiến trúc sư vô danh vào năm 1560. Tòa nhà được biết đến vào thời điểm đó là Nhà của vua. Nóc của ngôi nhà được trang trí với tác phẩm điêu khắc của thần Zeus. Kiến trúc của Schumann House có sự tương đồng mạnh mẽ với Gildehuis der Kuipers (Nhà của Coopers) và Huis van de Schutter (Nhà của Archer) ở Antwerp.                                                                                |          |
| 46 | Tòa thị chính. Cấu trúc ban đầu của thế kỷ 15 đã được xây dựng lại sau khi một đám cháy bùng phát vào năm 1556. Năm 1561, một bức tượng mạ vàng của vua Ba Lan Zygmunt II của Ba Lan đã được đặt trên đỉnh của tòa tháp được xây dựng lại. |          |
| -  | Đài phun nước của sao Hải Vương. Nó được xây dựng vào năm 1617 và được thiết kế bởi Abraham van den Blocke. Đài phun nước được thành lập bởi các ủy viên hội đồng thành phố theo sáng kiến của Barthell Schachtmann. Bức tượng của sao Hải Vương được đúc tại Augsburg bởi Peter Husen và Johann Rogge. Năm 1634, đài phun nước được bao quanh bởi một hàng rào được trang trí với tượng Đại bàng Ba Lan mạ vàng, cũng được thiết kế bởi Abraham van den Blocke. |          |
| 44 | Tòa án Artus. Ban đầu nó được xây dựng vào khoảng năm 1350 và được xây dựng lại từ 1616-1618 bởi Abraham van den Blocke. |          |
| 41 | Nhà vàng. Nó được xây dựng từ năm 1609-1618 bởi Abraham van den Blocke. Mục đích là xây dựng cho Johann Speymann, một thương nhân buôn bán ngũ cốc giàu có và thị trưởng của thành phố, và vợ ông Judith Bahr. Gác mái được trang trí với các tác phẩm điêu khắc mô tả Cleopatra, Oedipus, Achilles và Antigone của Johann Vogt của Rostock. |          |
| 24 | Cổng xanh. Nó được lấy cảm hứng từ Tòa thị chính Antwerp (kiến trúc sư Regnier van Amsterdam). Nó được xây dựng để phục vụ như là nơi ở chính thức của các quốc vương Ba Lan. |          |